# 五泉市ふれあいバス

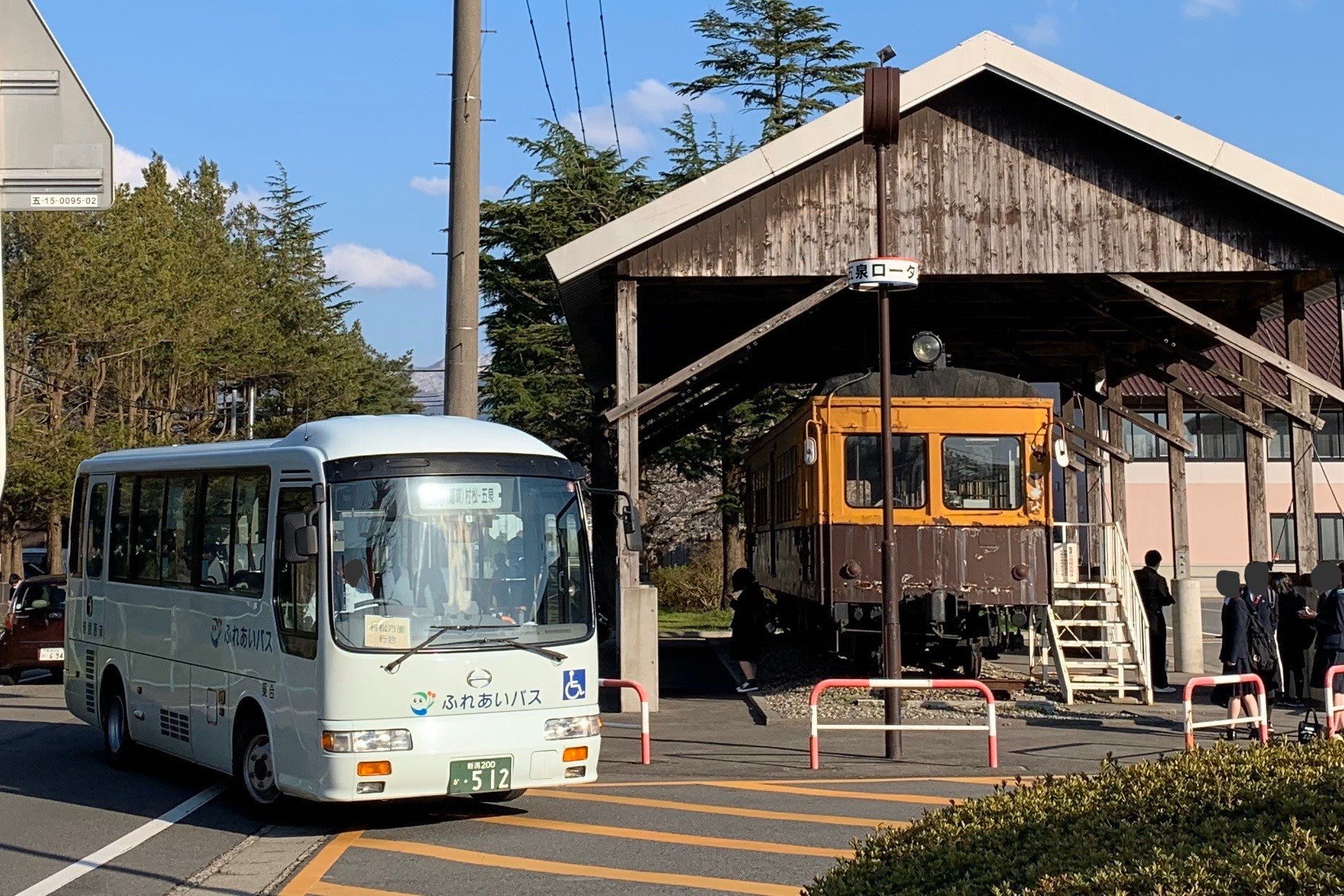
五泉市ふれあいバス 蒲原鉄道運行便（五泉高校前にて）

五泉市ふれあいバス（ごせんしふれあいバス）は、新潟県五泉市が運行するコミュニティバスである。本項では同市が運行する乗合タクシー「ごせん乗合タクシー『さくら号』」についても述べる。
市内を運行していた一般路線バスの撤退を受け、市が運行していた五泉市コミュニティバスと福祉バス「らくらく号」を再編する形で運行を開始したものである。

## 概要

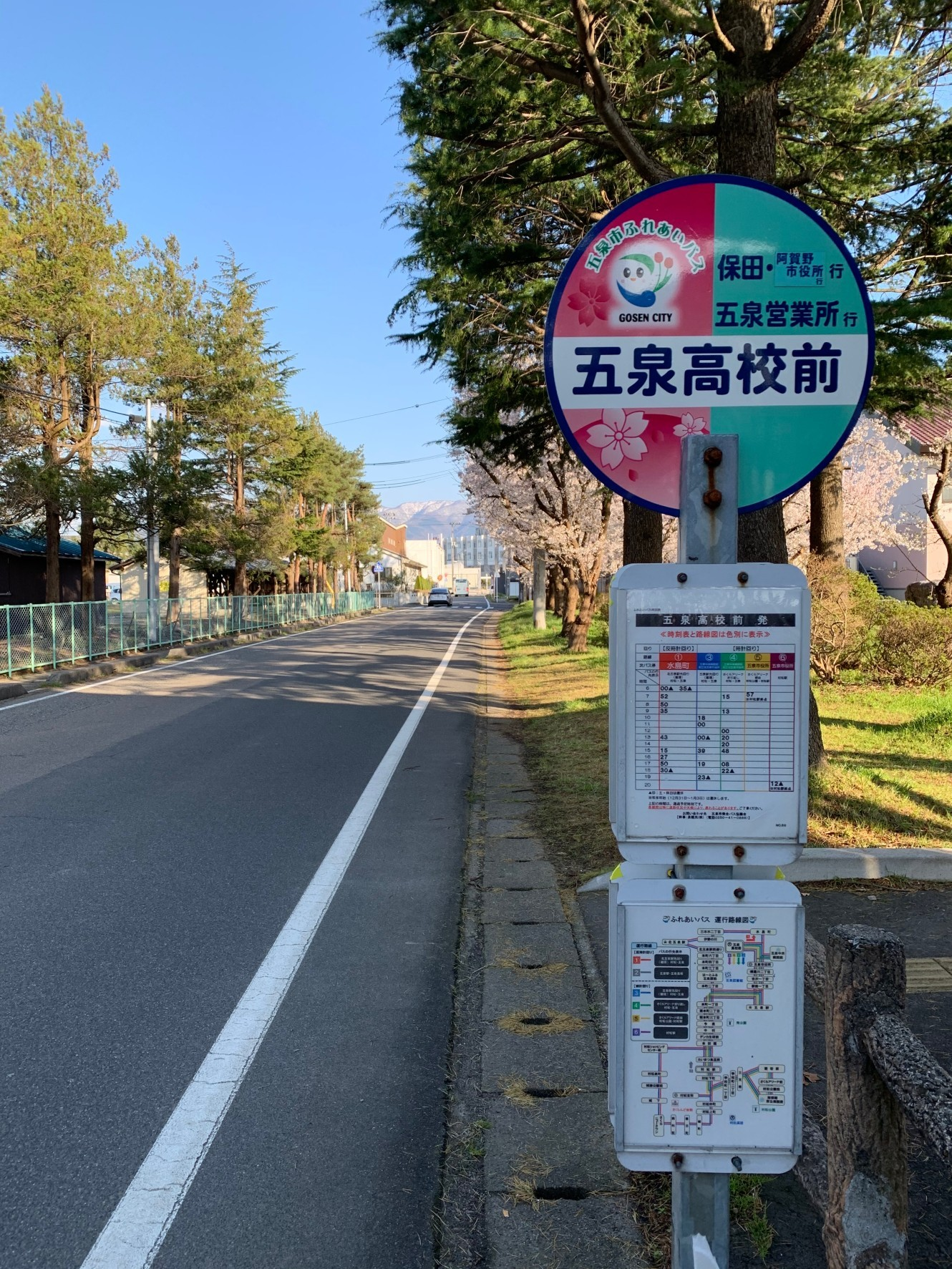
ふれあいバスと新潟交通観光バスのバス停「五泉高校前」

現在の五泉市には五泉、村松（旧村松町中心部）という約5 km離れた2つの市街地があり、ふれあいバスは両市街地を結んでいる。市はこのふれあいバスの沿線を「基幹交通軸」と位置付け、事業計画上では基幹バスと称している。
北側の五泉市街地にはJR磐越西線が通っているが、南側の村松市街地には1999年（平成11年）に蒲原鉄道線が廃止されて以降は軌道系の公共交通は無く、当路線や高速バスを含む路線バスが主要な公共交通手段となっている（村松駅を拠点に運行されている）。

## 沿革
基幹バス及び乗合タクシーは、2010年3月に策定された「五泉市地域公共交通総合連携計画」（#外部リンク参照）に基づき、従来市域内で運行されていた路線バス（コミュニティバスを含む）のうち、市域内完結のすべての路線を廃止したうえで2010年10月から運行を開始したものである。

### 背景
当路線導入前時点では、市域内完結の路線として、以下が運行されていた。
- 新潟交通観光バス（2路線） - 廃止代替バス。
- 蒲鉄小型バス（3路線） - 廃止代替バス。五泉と村松を結ぶ「五泉線」を含む。
- 五泉市コミュニティバス（3路線）
  - 2008年9月末に廃止された蒲鉄小型バスの3路線を市が緊急対策で引き継いだもの[3][4][5]。
  - 泉観光バスが運行受託。泉観光バスの車両1台、五泉市所有車両2台の計3台で運行開始。2010年9月30日をもって全線廃止、翌10月1日より乗合タクシーへ転換。
- 五泉市福祉バス「らくらく号」（5コース）
  - 高齢者や身体障害者を対象とした、週1回運行の福祉バス[6][7]。

このうち、蒲鉄小型バスが2010年9月末をもって全路線を廃止する意向を表明。これを受けるとともに、公共交通利用者減少や高齢者の増加など様々な課題に対応するため、公共交通網の大幅な再編・整備が行われることとなった。
市民からの愛称募集により「ふれあいバス」「さくら号」の愛称がつき、2010年10月から運行開始。

### 運行開始後
基幹バス及び乗合タクシーは、国の補助制度「地域公共交通確保維持改善事業」に採択されている。

## 五泉市ふれあいバス
2022年4月現在の運行概要は以下の通り。
- 運行業務は蒲原鉄道、泉観光バスの2社から成る「五泉市乗合バス協議会」が受託している[12]（2019年度までは新潟交通観光バスも同協議会に加わっていた[13]）。
- 一部の便は土休日運休。年末年始は全便運休[12]。
- 運賃は前払いで、中学生以上200円、小学生100円、未就学児無料[12]。
- 道路運送法第4条による一般乗合運行（定時定路線型）である[14]。

### 路線

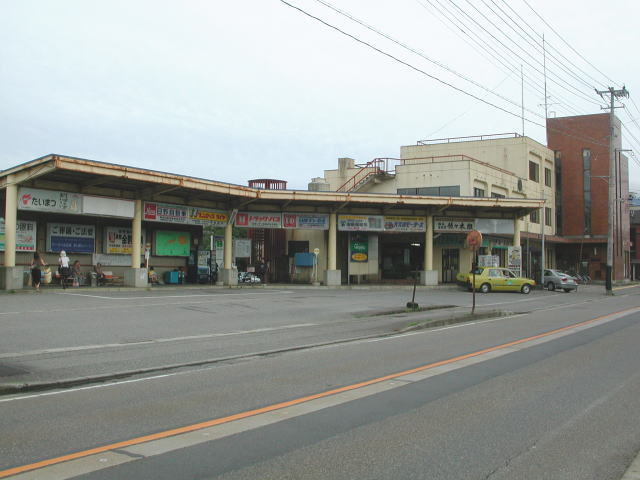
村松駅バスターミナル

- 五泉高校前 - 北五泉駅前 - 本町二丁目 - 今泉 - 南部郷総合病院前 - 西村松 - 村松支所 - 学校町 - さくらアリーナ前 - 村松公園前 - 南部郷厚生病院前 - 村松駅前 - 今泉 - 五泉駅前 - 五泉市役所前 - 五泉高校前
  - 時間帯により、村松・五泉両市街地を循環する系統（行先表示：「五泉駅先回り 循環」「北五泉駅先回り 循環」）、北五泉・西村松を経由せず循環する系統（「さくらアリーナ折り返し 村松・五泉」「さくらアリーナ経由 村松公園・村松駅」）、旧五泉線と同様、村松・五泉両市街地を往復する系統（「五泉駅・五泉高校」「村松駅」）が運行される。

## ごせん乗合タクシー「さくら号」
2010年10月から、市内全域に設定されている事前登録・予約型の乗合タクシーである。市内を五泉地区東部・同西部・村松地区の3つのエリアに分割し、各地区でデータイム60分間隔で両地区中心部と郊外とを連絡している。

### 運行内容
2019年4月現在の運行内容は以下の通り。
- 運行業務はみどりハイヤー、泉観光バス、フラワー観光の3社から成る「五泉市ハイタク協議会」が受託[16]（導入当初は蒲鉄タクシーやしあわせタクシーも同協議会に加わっていた[17]）。
- 祝日やお盆、年末年始を除き月～土曜に運行[15]。
- 運賃は前払いで、中学生以上300円、小学生150円、未就学児無料[15]。
- 道路運送法第4条による区域乗合運行である[14]。

2020年4月現在、同様の形で市町村域のほぼ全域に運行エリアを設定し、高頻度（毎時1～2本程度）に便の設定を行っている県内のデマンド交通としては、胎内市の「のれんす号」や燕市の「おでかけきららん号」、出雲崎町の「てまりん」などが挙げられる。